# Саруев, Лев Алексеевич
Лев Алексеевич Саруев  (род. 16 июня 1940 года, Новокузнецк Кемеровской области) — доктор технических наук, профессор кафедры теоретической и прикладной механики Томского политехнического института.

## Биография
Лев Алексеевич Саруев родился 16 июня 1940 года в городе Новокузнецке Кемеровской области. В 1957 году окончил школу в поселке Байдаевка Орджоникидзевского района города Новокузнецка. В 1958—1963 годах учился на горном факультете Сибирского металлургического института (ныне Сибирский государственный индустриальный университет) в городе Новокузнецке. Окончил институт, получив специальность «Горная электромеханика».
Работать начал дежурным электрослесарем на шахте Байдаевской треста «Куйбышевуголь».  По окончании института работал инженером в Новокузнецком отделеним Института ГПИ «Тяжпромэлектропроект». Занимался наладкой прокатного стана производства ГДР в г. Череповце. В дальнейшем работал инженером, механиком на угольном разрезе «Томьусинский 3 — 4» треста «Томьусауголь» в  Междуреченске.
В 1968 году окончил аспирантуру Томского политехнического института по специальности «Горные машины». Его научным руководителем был профессор В. Ф. Горбунов. В 1969 году Лев Алексеевич защитил кандидатскую диссертацию на тему «Исследование некоторых факторов, определяющих конструкцию и производительность установки для вращательно-ударного бурения веера скважин малого диаметра». В 1968—1979 годах работал ассистентом кафедры начертательной геометрии и графики, старшим преподавателем, доцентом кафедры горных машин, старшим научным сотрудником — докторантом.
В 1979 году перешел работал в ТПИ на кафедру теоретической механики. C 1981 года — доцент, с 1986 года — заведующий кафедрой сопротивления материалов. В 1987 году защитил докторскую диссертацию на тему «Рабочие процессы и выбор параметров станков для бурения взрывных скважин малого диаметра». Получил ученую степень доктора технических наук, ученое звание профессора. В настоящее время работает профессором кафедры теоретической и прикладной механики Томского политехнического университета.
Учителями и наставниками Льва Алексеевича Саруева в разное время были заслуженные деятели науки РФ, академик О. Д. Алимов, профессор В. Ф. Горбунов и Л. Т. Дворников.
Область научных интересов: техника бурения веера подземных скважин, виброзащита вращательных и ударных машин, нефтепромысловое оборудование. Лев Алексеевич Саруев имеет 20 авторских свидетельств на изобретения, является автором около 230 научных работ, включая 9 монографий. Под его руководством было подготовлено 11 кандидатов наук.
В Томском политехническом институте читал курсы лекций «Разработка и эксплуатация нефтяных и газовых месторождений», «Техническая механика» и др.

## Награды и звания
- Медали «Шахтерская Слава II и III ст.» (1996).